# قائمة أنواع البلاذر
يوجد عدة أنواع من جنس البَلَاذُر: 	  
- بلاذر أماباني (الاسم العلمي:Anacardium amapaense)
- بلاذر أميلكارياني (الاسم العلمي:Anacardium amilcarianum)
- بلاذر أوثوني (الاسم العلمي:Anacardium othonianum)
- بلاذر إِسفيني الأوراق (الاسم العلمي:Anacardium cuneifolium)
- بلاذر برازيلي (الاسم العلمي:Anacardium brasiliense)
- بلاذر راتينجي (الاسم العلمي:Anacardium spruceanum)
- بلاذر رقيق الأوراق (الاسم العلمي:Anacardium tenuifolium)
- بلاذر روندوني (الاسم العلمي:Anacardium rondonianum)
- بلاذر شبه قلبي (الاسم العلمي:Anacardium subcordatum)
- بلاذر شجيري (الاسم العلمي:Anacardium fruticosum)
- بلاذر صغير (الاسم العلمي:Anacardium nanum)
- بلاذر صغير الأوراق (الاسم العلمي:Anacardium parvifolium)
- بلاذر صغير الكأسية (الاسم العلمي:Anacardium microsepalum)
- بلاذر عالي (الاسم العلمي:Anacardium excelsum)
- بلاذر عذقي (الاسم العلمي:Anacardium corymbosum)
- بلاذر عملاق (الاسم العلمي:Anacardium giganteum)
- بلاذر غامض (الاسم العلمي:Anacardium dubium)
- بلاذر غربي (الاسم العلمي:Anacardium occidentale)
- بلاذر كاراكولي (الاسم العلمي:Anacardium caracolii)
- بلاذر كورتلي الأوراق (الاسم العلمي:Anacardium curatellifolium)
- بلاذر كولماني (الاسم العلمي:Anacardium kuhlmannianum)
- بلاذر منخفض (الاسم العلمي:Anacardium humile)
- بلاذر نصفي الثمر (الاسم العلمي:Anacardium semecarpus)
- بلاذر نيجروسي (الاسم العلمي:Anacardium negrense)